# Rudolf Lothar

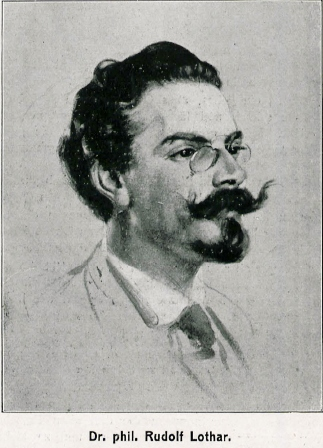
Rudolf Lothar, 1908

Rudolf Lothar (* 23. Februar 1865 in Pest; † 2. Oktober 1943 in Budapest; eigentlich Rudolf Lothar Spitzer, Pseudonym auch Rudolph) war ein österreichischer Schriftsteller, Kritiker, Essayist, Dramatiker und Librettist.

## Leben
Lothar studierte zunächst Jura in Wien, später Philosophie und Philologie in Jena, Rostock und Heidelberg, wo er 1890 promovierte. Danach lebte er einige Zeit in Paris, wo er Bekanntschaft mit Edmond und Jules de Goncourt schloss. 1889–1907 war er Feuilleton-Mitarbeiter der Neue Freie Presse in Wien.
Von 1898 bis 1902 war Rudolf Lothar Herausgeber der Wochenzeitschrift Die Wage. Dank seiner Initiative wurden während des Prozesses gegen Émile Zola, nach dessen offenem Brief J’accuse, unter den Lesern der Wage 16.000 Unterschriften für eine Solidaritätserklärung für den französischen Schriftsteller gesammelt und diesem übersandt.
1907–1912 arbeitete Lothar als Redakteur beim Lokalen Anzeiger in Berlin, der Stadt, wo er 1912 das Komödienhaus gründete, das er aber bereits im März 1913 aufgeben musste. Ausgedehnte Reisen führen ihn in die Schweiz, nach Italien, Frankreich, Spanien, Palästina und in die USA. In Berlin wurde er Mitglied der Freimaurerloge Victoria. In Wien war er seit 1902 Mitglied der Loge Freundschaft.
Ab 1933 wirkte Lothar als Theaterkritiker des Neuen Wiener Journals; nach dem „Anschluss“ 1938 floh er vor den Nationalsozialisten nach Ungarn. 1942 hielt er sich angeblich in der Schweiz auf. Seine Ehefrau Rosa Margarete Cassel (* 1882) überlebte in Budapest den Holocaust.
Rudolf Lothar schrieb über 60 Dramen, Opern- und Operettenlibretti, mit denen er beispielsweise Johann Strauss zu seinem Ballett Aschenbrödel anregte, sowie Erzählungen, Romane und Essays. Er war ein Freund Arthur Schnitzlers und hat sich 1918/1919 gemeinsam mit Georg von Seybel für die Welturaufführung von James Joyce’ Schauspiel Verbannte (Exiles) – auf Deutsch – engagiert.
Rudolf Lothar war Herausgeber der Reihe Dichter und Darsteller, die von 1899 bis 1902 im Verlag von E. A. Seemann und der Gesellschaft für graphische Industrie, Leipzig, Berlin und Wien, erschien.

## Werke

### Dramen
- Der verschleierte König. Ein Bühnenmärchen in drei Aufzügen. Pierson, Dresden u. Leipzig 1891 (Digitalisat der zweiten Auflage von 1892, S. 359–417 im Internet Archive)
- Lügen. Schauspiel in vier Aufzügen. Frick, Wien 1891 (Digitalisat S. 160–225 im Internet Archive)
- Rausch. Drama in drei Aufzügen. Pierson, Dresden u. Leipzig 1894 (Digitalisat S. 1–136 im Internet Archive)
- Das Hohe Lied. Ein dramatisches Gedicht. Mit Heliogravuren nach Original-Compositionen von Max Levis. Engel & Söhne, Wien 1895 (Digitalisat bei Google Books)
- Der Wunsch. Ein Märchenspiel in Versen. Schottlaender, Breslau 1895
- Frauenlob. Lustspiel in drei Aufzügen. Pierson, Dresden u. Leipzig 1895 (Digitalisat im Internet Archive)
- Ein Königsidyll. Lustspiel in drei Aufzügen. Pierson, Dresden u. Leipzig 1897 (Digitalisat im Internet Archive)
- Ritter, Tod und Teufel. Komödie in einem Akt. Pierson, Dresden u. Leipzig 1897 (Digitalisat im Internet Archive)
- König Harlekin. Maskenspiel in vier Aufzügen. 1900 (Digitalisat der 3. Auflage von 1904 mit verändertem Schlussakt, S. 175–299 im Internet Archive)
- Die Königin von Zypern. Lustspiel in drei Aufzügen. Cotta,  Stuttgart u. Berlin 1903 (Digitalisat im Internet Archive)
- Glück in der Liebe. Komödie in drei Aufzügen. Georg Müller, München u. Leipzig 1904 (Digitalisat im Internet Archive)
- Herzdame. Komödie in vier Aufzügen. Georg Müller, München u. Leipzig 1904 (Digitalisat im Internet Archive)
- Die Rosentempler. Schauspiel in drei Aufzügen. Wiener Verlag, Wien u. Leipzig 1905 (Digitalisat im Internet Archive)
- Die drei Grazien. Lustspiel. 1910
- Casanovas Sohn. Lustspiel. 1920
- Der Werwolf. Lustspiel. 1921
- Der gute Europäer. Lustspiel. 1927
- Der Papagei. Lustspiel. 1931
- Besuch aus dem Jenseits. Drama. 1931

### Libretti
- Tiefland. Musikdrama in einem Vorspiel und 2 Aufzügen. Musik von Eugen d’Albert. UA 15. November 1903 am Neuen Deutschen Theater in Prag (Digitalisat im Internet Archive)
- Tragaldabas. Komische Oper in vier Aufzügen. Nach der gleichnamigen Komödie von Auguste Vacquerie. Musik von Eugen d’Albert. UA am 3. Dezember 1907 am Stadttheater Hamburg (Digitalisat im Internet Archive)
- Izeÿl. Musikdrama in drei Aufzügen. Musik: Eugen d’Albert. UA 6. November 1909 Stadttheater Hamburg
- Liebesketten. Oper in drei Aufzügen. Dichtung frei nach  Àngel Guimeràs „Filla del Mar“. Musik von Eugen d’Albert. UA am 12. November 1912 an der Volksoper Wien
- Li-Tai-Pe (Des Kaisers Dichter). Oper in 3 Akten von Clemens von Franckenstein, op. 43. UA am 2. November 1920 Hamburg
- Der Freikorporal. Heitere Oper in 3 Akten (5 Bildern) (nach Gustav Freytag). Musik: Georg Vollerthun. UA 10. November 1931 Hannover
- Friedemann Bach. Oper in 3 Akten (nach dem gleichnamigen Roman von Albert Emil Brachvogel). Musik: Paul Graener. UA 13. November 1931 Schwerin

### Übersetzungen
- Reporter. Komödie von Ben Hecht und Charles McArthur. 1928
- Die königliche Familie. Schauspiel von George S. Kaufman und Edna Ferber.

### Erzählende und essayistische Prosa
- Kritische Studien zur Psychologie der Literatur. 1895 (Digitalisat bei Google Books)
- Halbnaturen. Roman. Georg Müller, München 1898
- Das Wiener Burgtheater. Verlag Schuster & Löffler, Berlin 1899; Augarten Verlag[8], Wien 1934, Vorwort von Kurt Schuschnigg
- Sonnenthal. Schuster & Loeffler, Berlin u. Leipzig [1904] (Digitalisat der 2. Auflage im Internet Archive)
- Der Golem: Phantasien und Historien. Verlag Georg Müller, München u. Leipzig 1904, 2. Auflage
- Septett. Ein Leben in Liebesgeschichten. Roman. Vita, Deutsches Verlagshaus, Berlin 1905
- Fahrt ins Blaue. Roman. Vita, Deutsches Verlagshaus, Berlin 1908
- Das Leben sagt nein. Novellen. Concordia, Berlin 1909
- Kurfürstendamm. Roman. Concordia, Berlin 1910
- Der Herr von Berlin. Roman. Concordia, Berlin 1910
- Die Seele Spaniens. Georg Müller, München 1916
- Koppay. Mit 41 Abbildungen im Text und 46 Tafeln. Borngräber, Berlin u. Leipzig [1919] (Digitalisat im Internet Archive)
- Die Kunst des Verführens. Ein Handbuch der Liebe. Mit Zeichnungen und Original-Lithographien von Lutz Ehrenberger. 1925
- Die Hosenrolle. In: Neues Wiener Journal. 29. November 1925.
- Sittengeschichte des Korsetts. In: Leo Schidrowitz (Hrsg.): Sittengeschichte des Intimen: Bett – Korsett – Hemd – Hose – Bad – Abtritt. Die Geschichte und Entwicklung der intimen Gebrauchsgegenstände. Verlag für Kulturforschung, Wien/Leipzig 1926, S. 81–119.
- Das Zärtlichkeitswort. In: Leo Schidroowitz (Hrsg.): Sittengeschichte der Liebkosung (= Sittengeschichte der Kulturwelt und ihrer Entwicklung in Einzeldarstellungen.) Band 7. Verlag für Kulturforschung, Wien/Leipzig, S. 9–156.